# Martin Kaltenbach
Martin Kaltenbach (* 23. September 1928 in Lörrach, Baden) ist ein deutscher Internist und Kardiologe.
Er leitete die Abteilung für Kardiologie am Zentrum Innere Medizin der J. W. Goethe-Universität Frankfurt.

## Leben
Kaltenbach wurde als jüngstes von drei Kindern des Ingenieurs und Maschinen-Fabrikanten Hans Kaltenbach und der Klavierpädagogin Lise Kaltenbach geborene Maurer geboren.
Die Schulzeit wurde durch den Zweiten Weltkrieg unterbrochen. 1943 begann Kaltenbach eine Lehre als Maschinenschlosser im väterlichen Betrieb. Im September 1944 erfolgte die Einberufung zum Wehrdienst. Wegen eines Einsatzes zum „Schanzen“ in den französischen Vogesen wurde er zurückgestellt. Anfang 1945 erhielt er die Einberufung zur soldatischen „Wehrertüchtigung“ in Menzenschwand im Schwarzwald. Dort wurde er als Gruppenführer eingesetzt. Den nahegelegten freiwilligen Eintritt in die Waffen-SS lehnte er jedoch gemeinsam mit anderen Kameraden ab.
Nach Abschluss der Ausbildung folgte die Einberufung zum Volkssturm in Haagen-Wiesental.

## Ausbildung
Kaltenbach begann 1948 sein Medizinstudium in Freiburg/Breisgau. Zwei klinische Semester absolvierte er in Basel mit Famulaturen in Chirurgie und Augenheilkunde. Sein Studium beendete er in Marburg/Lahn 1955. Dort promovierte er 1955 mit einer Arbeit zum Thema Untersuchungen über reflektorische Zonen der Niere.

## Berufliche Laufbahn
1955 begann Kaltenbach als Pflichtassistent im städtischen Krankenhaus in Lörrach mit Tätigkeiten in der Chirurgie, Frauenheilkunde und Inneren Medizin. Nach 5/4 Jahren Pflichtzeit wurde er bis 1958 Assistenzarzt in der Inneren Medizin. Bis 1962 setzte er seine Weiterbildung in Innerer Medizin und Kardiologie fort. 1962 trat er in die zweite Medizinische Universitätsklinik Frankfurt ein. 1965 folgte eine Weiterbildung in Kardiologie an der Universitätsklinik Zürich.
1966 habilitierte er sich an der Johann Wolfgang Goethe-Universität Frankfurt am Main mit der Arbeit
Beurteilung der Leistungsreserven von Herzkranken durch Arbeitsversuche.
1967 absolvierte Kaltenbach eine Weiterbildung in invasiver Kardiologie und Koronarangiographie an der Clevelandclinic in Cleveland/Ohio.
1971 wurde er zum Professor, 1972 zum Leiter der Abteilung für Kardiologie am Zentrum Innere Medizin (Theodor-Stern Kai) der J.W. Goethe-Universität Frankfurt berufen.

## Leistungen
Kaltenbach wirkte am Aufbau der Abteilung für Kardiologie im Klinikum der J. W. Goethe-Universität mit.

## Publikationen (Auswahl)
- mit H. Klepzig: Das spirographische Defizit im Arbeitsversuch. In: Z. Kreislaufforschung. 50, 1961, S. 705–712.
- mit H. Klepzig und B. Tschirdewahn: Die Kletterstufe– eine einfache Vorrichtung für exakt messbare und reproduzierbare Belastungsuntersuchungen. In: Med. Klinik. 59, 1964, S. 248–254.
- mit I. Tiedemann und W. Schellhorn: Wirksamkeit fünf verschiedener langwirksamer Nitroderivate auf die Angina pectoris. In: Dtsch. med Wschr. 97, 1972, S. 1479–1484.
- als Mitherausgeber: Coronary Heart Disease. Thieme, Stuttgart 1972, 1974, 1978.
- Die Belastungsuntersuchung von Herzkranken Kardiologische Diagnostik. Boehringer, Ingelheim 1974.
- mit R. Hopf und M. Keller: Calciumantagonistische Therapie bei hypertrophisch-obstruktiver Kardiomyopathie. In: Dtsch Med, Wochenschrift. 101, 1976, S. 1284–1287.
- mit R. Hopf, G. Kober u. a.: Treatment of hypertrophic obstructive cardiomyopathy with verapamil. In: Br Heart J. 42, 1979, S. 35–42.
- als Hrsg. mit S. Epstein: Hypertrophic Cardiomyopathy. Springer, Berlin / Heidelberg / New York 1982.
- The long wire technique-a new technique for steerable balloon catheter dilatation of coronary artery stenoses. In: European Heart J. 5, 1984, S. 1004–1009.
- als Mitherausgeber: Coronary Heart Disease. Thieme, Stuttgart 1970, 1972, 1978, 1982.
- mit R. E. Vlietstra: Concise Cardiology. Steinkopf, Darmstadt/Springer, New York 1991.
- Kardiologie – Information. Steinkopff, Darmstadt 1988.
- als Hrsg.: Kardiologie kompakt. Steinkopff, Darmstadt 2000.
- The first coronary angiolasties in Germany. In: Z. Kardiol. 94, 2005, S. 152–162.
- mit C. Vallbracht: Rotationsangioplastik – ein neues Katheterverfahren. In: Fortschr. Med. 112, 1987, S. 82–84.

## Ehrenämter und Mitgliedschaften
- Fellow American Heart Association
- Fellow European Society Cardiology
- Gründungsmitglied Deutsche Herzstiftung 1979, Vorstand und Ehrenvorstand
- Gründungsmitglied, Vorstand und Ehrenvorstand Deutsche Stiftung für Herzforschung
- „Kaltenbach Doktoranden-Stipendium“ der Deutschen Herzstiftung
- „Rauchzeichen“ Deutsche Herzstiftung
- Ehrenmitglied Cardiac Society of Portugal
- Ehrenmitglied Kardiologische Gesellschaft Albanien
- Vorsitzender Deutsche Gesellschaft für Kardiologie 1990/1991[4]

## Auszeichnungen
- 1978: Paul-Morawitz-Preis der Deutschen Gesellschaft für Kardiologie
- 1980: Albert-Knoll-Preis
- 1981: Curt-Adam-Preis
- 1988: Andreas-Grüntzig-Award der Europäischen Gesellschaft für Kardiologie
- 1993: Bundesverdienstkreuz 1. Klasse verliehen durch Bundespräsident von Weizsäcker
- 1993: Iatros-Preis („Bester Mediziner des Jahres“)
- 2004: Ethica-Award für Interventionelle Kardiologie Paris
- 2004: Carl-Ludwig-Medaille Deutsche Gesellschaft für Kardiologie
- 2008: Ehrenplakette der Landesärztekammer Hessen

## Außerberuflich
- Gründungsmitglied des Rockenbergvereins für Jugendliche Strafgefangene 1977
- Buchschlager Gespräche über theologische und gesellschaftliche Fragen seit 1998
- Vorstandsmitglied im Rhein-Main-Institut für Arbeits-, Struktur- und Umweltforschung seit 1999